# Élections locales ukrainiennes de 2020
Les élections locales ukrainiennes de 2020 se déroulent le 25 octobre 2020 afin de renouveler les membres des conseils municipaux et les maires des grandes villes ainsi que les membres des parlements régionaux.
En raison de la situation dans l'Est de l'Ukraine, les scrutins des conseils des oblasts n'y ont pas lieu, de même qu'en Crimée du fait de l'annexion de la région par la Russie.

## Contexte

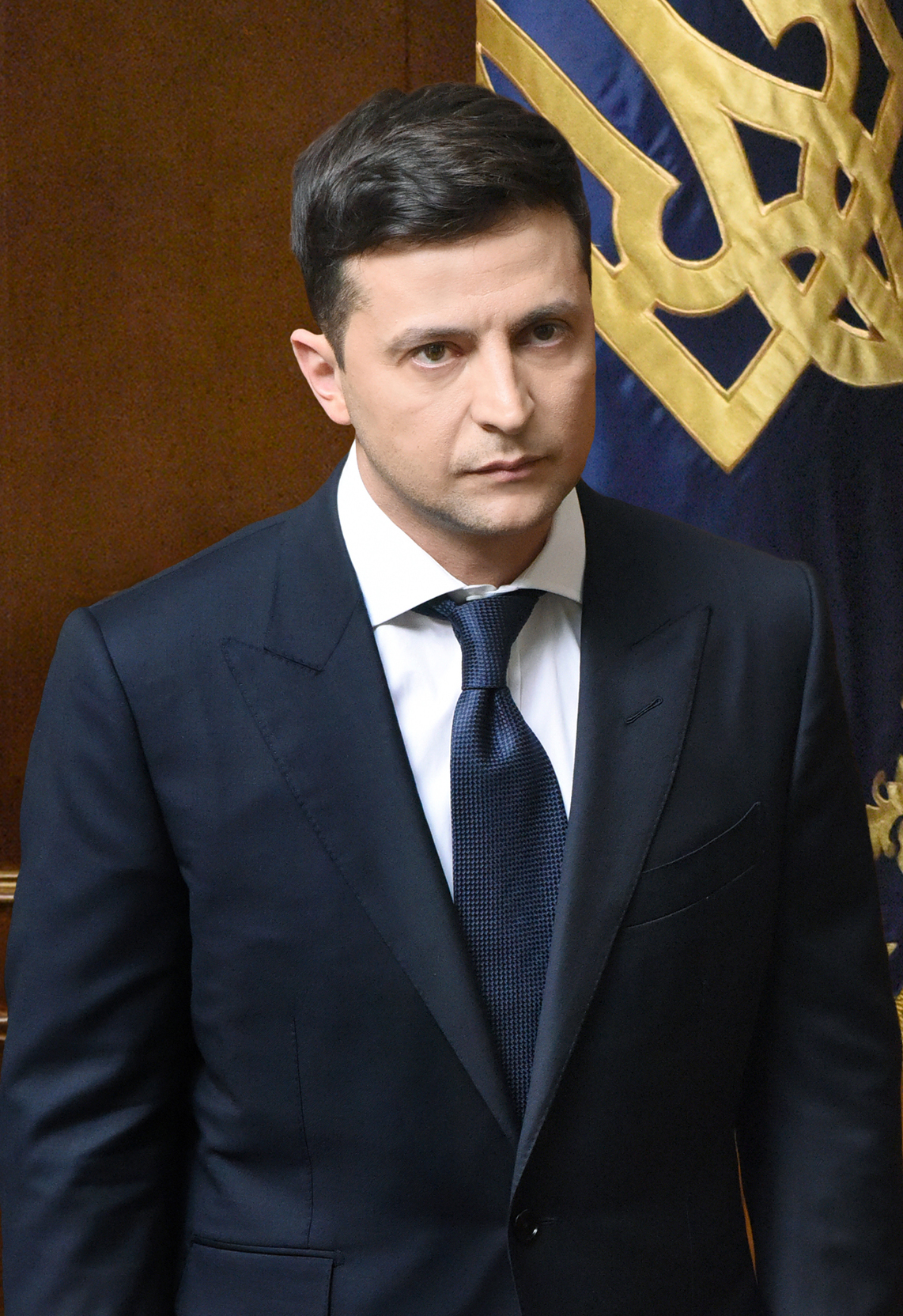
Volodymyr Zelensky, président de l’Ukraine depuis mai 2019.

Bénéficiant de sa notoriété médiatique et du rejet des personnalités politiques traditionnelles, l'acteur Volodymyr Zelensky est favori de l'élection présidentielle ukrainienne de 2019,. Lors du premier tour de scrutin, il arrive en tête avec 30,2 % des voix, devançant Petro Porochenko (15,9 %) et l’ancienne Première ministre Ioulia Tymochenko (13,4 %), figure de la révolution orange. Le 21 avril 2019, à l'issue de trois semaines d'un duel marqué par une série d'invectives entre les deux candidats, il remporte nettement le second tour et son rival reconnaît rapidement sa défaite.
Aussitôt après son investiture le 20 mai, Zelensky convoque des élections législatives ukrainiennes de 2019 pour le 21 juillet. Son parti obtient la majorité absolue des sièges. Cette victoire, qui traduit un désir de renouvellement de la classe politique, amène à la Rada de nombreux députés n'ayant pas d'expérience politique.

## Résultats

### Agrégation nationale
| Parti                  | Parti                                                    | Voix | %     | +/-  | Élus   | +/-   |
| ---------------------- | -------------------------------------------------------- | ---- | ----- | ---- | ------ | ----- |
|                        | Serviteur du peuple (SN)                                 |      | 15,09 | Nv.  | 6 402  | 6 402 |
|                        | Union panukrainienne « Patrie » (VOB)                    |      | 10,53 | 5,39 | 4 468  | 3 627 |
|                        | Plateforme d'opposition-Pour la vie (OP)                 |      | 9,94  | Nv.  | 4 215  | 4 215 |
|                        | Pour le futur (en) (ZM)                                  |      | 9,60  | Nv.  | 4 073  | 4 073 |
|                        | Solidarité européenne (ES)                               |      | 9,21  | 3,58 | 2 903  | 4 924 |
|                        | Notre Terre (NK)                                         |      | 4,46  | 0,57 | 1892   | 2 614 |
|                        | Svoboda (VOS)                                            |      | 2,10  |      | 890    |       |
|                        | Stratégie ukrainienne (USH)                              |      | 1,60  | Nv.  | 679    | 679   |
|                        | Parti radical d'Oleh Liachko (RPOL)                      |      | 1,38  |      | 584    |       |
|                        | Proposition (P)                                          |      | 1,35  | Nv.  | 572    | 572   |
|                        | Force et honneur (en) (SiCh)                             |      | 1,34  |      | 570    |       |
|                        | Dovira (en) (D)                                          |      | 1,07  | Nv.  | 453    | 453   |
|                        | Maison natale (RD)                                       |      | 1,03  | Nv.  | 438    | 438   |
|                        | Bloc Kernes (BKUK)                                       |      | 1,02  | Nv.  | 433    | 433   |
|                        | Transcarpathie natale (RZ)                               |      | 0,83  | Nv.  | 354    | 354   |
|                        | Union panukrainienne « Tcherkassy » (en) (VOT)           |      | 0,80  |      | 341    |       |
|                        | Voix (H)                                                 |      | 0,80  | Nv.  | 338    | 338   |
|                        | Bloc Ensemble (BSRU)                                     |      | 0,75  | Nv.  | 320    | 320   |
|                        | Parti agraire d'Ukraine (APU)                            |      | 0,74  |      | 312    |       |
|                        | Pour les causes spécifiques (ZKS)                        |      | 0,72  |      | 305    |       |
|                        | Bloc Vilkoul (BV)                                        |      | 0,64  | Nv.  | 264    | 264   |
|                        | Confiance (uk) (DD)                                      |      | 0,54  |      | 227    |       |
|                        | Samopomitch (OS)                                         |      | 0,52  |      | 222    |       |
|                        | Ville natale (RM)                                        |      | 0,52  |      | 222    |       |
|                        | Parti ukraino-galicien (UGP)                             |      | 0,52  |      | 219    |       |
|                        | Hromad (VOPH)                                            |      | 0,51  |      | 216    |       |
|                        | Nous devons vivre ici (PIKNTZ)                           |      | 0,51  |      | 215    |       |
|                        | Bloc d'opposition (OB)                                   |      | 0,49  |      | 208    |       |
|                        | Mouvement populaire d'Ukraine (NRU)                      |      | 0,48  |      | 202    |       |
|                        | Équipe d'Andri Baloha (KAB)                              |      | 0,45  |      | 192    |       |
|                        | Alliance démocratique ukrainienne pour la réforme (UDAR) |      | 0,44  |      | 186    |       |
|                        | Pouvoir du peuple (SL)                                   |      | 0,36  |      | 152    |       |
|                        | Ordre (C)                                                |      | 0,32  |      | 137    |       |
|                        | Position citoyenne (HP)                                  |      | 0,32  |      | 135    |       |
|                        | Parti des Hongrois d'Ukraine (KMKSZ)                     |      | 0,30  |      | 128    |       |
|                        | Contrôle populaire (HRNK)                                |      | 0,19  |      | 79     |       |
|                        | Une alternative (YA)                                     |      | 0,17  | Nv.  | 74     | 74    |
|                        | Équipe Semchytchyn (KS)                                  |      | 0,17  | Nv.  | 74     | 74    |
|                        | Unité (PVBY)                                             |      | 0,15  |      | 62     |       |
|                        | Victoire (PP)                                            |      | 0,15  | Nv.  | 62     | 62    |
|                        | Bloc Vadym Boychenko (BVB)                               |      | 0,14  |      | 59     |       |
|                        | Nouveaux visages (NO)                                    |      | 0,12  |      | 53     |       |
|                        | Parti de Chari (PSh)                                     |      | 0,12  | Nv.  | 52     | 52    |
|                        | Pouvoir du peuple (PP)                                   |      | 0,11  |      | 46     |       |
|                        | Équipe Serhi Minka (KSM)                                 |      | 0,10  |      | 46     |       |
|                        | Bloc Volodymyr Saldo (BVS)                               |      | 0,10  |      | 41     |       |
|                        | Temps pour le changement (KSRCZ)                         |      | 0,10  |      | 41     |       |
|                        | Parti européen d'Ukraine (EPU)                           |      | 0,09  |      | 39     |       |
|                        | Bjola (B)                                                |      | 0,08  |      | 34     |       |
|                        | Varta (V)                                                |      | 0,08  | Nv.  | 33     | 33    |
|                        | Parti populaire ukrainien (UNP)                          |      | 0,07  |      | 30     |       |
|                        | Pour l'autonomie locale (PMS)                            |      | 0,06  |      | 26     |       |
|                        | Parti des Verts d'Ukraine (PZU)                          |      | 0,06  |      | 24     |       |
|                        | Autres partis                                            |      | 1,17  |      | 503    |       |
|                        | Indépendants                                             |      | 15,39 |      | 6 530  |       |
|                        |                                                          |      |       |      |        |       |
| Suffrages exprimés     |                                                          |      |       |      |        |       |
| Votes nuls             |                                                          |      |       |      |        |       |
| Total                  | Total                                                    |      | 100   | –    | 42 501 |       |
| Abstention             |                                                          |      |       |      |        |       |
| Inscrits/Participation |                                                          |      |       |      |        |       |